# Aplicació de catalogació social
Una aplicació de catalogació social és una aplicació web dissenyada per ajudar usuaris a catalogar coses que un tingui o d'interès personal: llibres, pel·lícules, CDs, etc. Aquestes aplicacions tenen dos característiques principals:
- Permeten compartir catàlegs i interaccionar amb altres membres basant-se en elements compartits;
- Permeten l'enriquiment o millora de les descripcions i catalogació a través de cooperació explícita en la producció de metadades de catalogació o a través de l'anàlisi de dades implícites (p. ex., "Persones a qui els agrada X també els agrada Y").

## Aplicacions de catalogació social
- Anime: Anime News Network, ANIDB, MyAnimeList
- Llibres: Anobii, Goodreads, Google Books My Library, LibraryThing, Shelfari, weRead
- Còmics: Comic Book DB
- Dades: Jumper 2.0
- Dispositius: gdgt (inactiu)
- Pel·lícules: FilmAffinity, Internet Movie Database, Criticker, Film Aficionado, FilmCrave, Flickchart, Flixster
- Música: Discogs, Last.fm, Libre.fm, Rate your Music
- Referències Socials: Bibster, CiteULike, Connotea, Refbase, Zotero
- Llocs i productes: KartMe
- Televisió: SIMKL, Trakt
- Receptes: KeepRecipes